# پببل کریک (فلوریدا)
پببل کریک (به انگلیسی: Pebble Creek) یک منطقهٔ مسکونی در ایالات متحده آمریکا است که در شهرستان هیلزبرو، فلوریدا واقع شده‌است. پببل کریک ۷٫۵ کیلومتر مربع مساحت و ۷٬۶۲۲ نفر جمعیت دارد و ۱۵ متر بالاتر از سطح دریا قرار دارد.